# Cynan Garwyn
Cynan Garwyn (Galles, VI secolo – VII secolo) è stato un sovrano gallese.

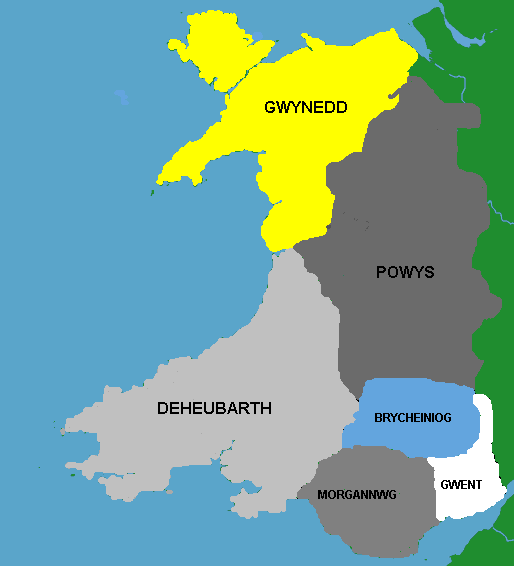
Regni medievali del Galles

Regnò sul Powys tra la fine del VI e gli inizi del VII secolo. Sarebbe stato il figlio più anziano di Brochwel Ysgithrog e di Ardyyn Benasgel, figlia di re Pabo Post Prydein del Pennines. Secondo alcune genealogie, sposò Gwynwenwen, figlia Domangart mac Aidan di Scozia ed ebbe almeno tre figli: Selyf Sarffgadau (che gli succedette sul trono attorno al 610), Dinogad e Afandreg Ddu, che sposò re Cadfan ab Iago del Gwynedd.

## Biografia
Cynan salì al potere dopo il padre attorno al 560/570. Poco, però, si conosce sul suo conto e ciò che si sa viene per lo più dai poemi di Taliesin o da manoscritti, che in molti casi sono successivi a lui di molti secoli. In Taliesin egli compare come Cynan delle profezie, che dovrebbe liberare la Britannia dai sassoni. In realtà egli combatté soprattutto contro i celti nell'Anglesey, nel Gwent e nel Brycheiniog.
Cynan fu un fervente cristiano e mecenate di san Beuno, a cui donò delle terre. Sempre per la sua fede, desistette dalla conquista del Glyswysing dopo aver siglato un accordo di pace con dei monaci.
Avrebbe partecipato e sarebbe morto insieme al figlio nella battaglia di Chester contro le truppe di re Aethelfrith della Northumbria (circa 613).